# Hydatocapnia trimacar
Hydatocapnia trimacar är en fjärilsart som beskrevs av Louis Beethoven Prout. Hydatocapnia trimacar ingår i släktet Hydatocapnia och familjen mätare. Inga underarter finns listade i Catalogue of Life.